# Tromboastenia di Glanzmann
La tromboastenia di Glanzmann è una malattia emorragica congenita ereditaria, caratterizzata da ridotta o assente aggregazione piastrinica in risposta a vari agonisti fisiologici. Ciò dovuto a deficit di integrine-β3 sulle piastrine, quindi a mancata interazione con il fibrinogeno.

## Fisiopatologia
Il complesso recettoriale GPIIb/GPIIIa è necessario per l'adeguata aggregazione piastrinica indotta dagli agonisti che agiscono in vivo: l'ADP, la trombina, il collageno, l'epinefrina e il trombossano A2. Tale complesso è responsabile dell'incorporazione del fibrinogeno dal plasma nei granuli α-piastrinici.
Anomalie a carico del complesso determinano un'alterazione dell'adesione-aggregazione piastrinica nei siti di danno vascolare, con conseguente facilità di sanguinamento o scarso controllo di una sindrome emorragica.
Anche la retrazione del coagulo necessita di un complesso GPIIb/IIIa funzionante.
Alla base dell'alterata funzionalità del complesso vi è spesso una mutazione puntiforme.

## Clinica
La clinica emorragica, prevalentemente caratterizzata da manifestazioni di tipo piastrinico (menorraggia soprattutto al momento del menarca, epistassi, gengivorragia e petecchie) può variare d'entità da individuo ad individuo. I pazienti con questa patologia mostrano una maggiore facilità al sanguinamento o una più accentuata sindrome emorragica post-trauma.

## Laboratorio
È presente un numero e una morfologia piastrinici normali. Il tempo di emorragia è allungato e retrazione del coagulo è ridotta o assente.
L'aggregazione piastrinica indotta da agonisti fisiologici è alterata, mentre si osserva un'iniziale aggregazione indotta dalla ristocetina che riflette il normale livello plasmatico di fattore di von Willebrand e un normale contenuto piastrino di GPIb.

## Terapia e raccomandazioni
In questi soggetti va evitato l'uso di farmaci che possono interferire con l'aggregazione piastrinica. In caso di intervento chirurgico od odontostomatologico, dove sarà importante l'accurata emostasi locale, è utile il trattamento profilattico con acido tranexamico riservando l'utilizzo della trasfusione piastrinica solo in caso di sanguinamento cospicuo.